# Circuit de Nevers Magny-Cours
Circuit de Nevers Magny-Cours är en racerbana nära städerna Nevers och Magny-Cours i Frankrike. Här kördes
Frankrikes Grand Prix 1991 - 2008 och WTCC 2005 - 2006. Roadracingens Superbike-klass och supportklasser håller sin säsongsavslutning med de avslutande racen på Magny-Cours-banan alltsedan säsongen 2003.

## F1-vinnare
| Säsong | Förare                | Tillverkare        |
| ------ | --------------------- | ------------------ |
| 2008   | Felipe Massa          | Ferrari            |
| 2007   | Kimi Räikkönen        | Ferrari            |
| 2006   | Michael Schumacher    | Ferrari            |
| 2005   | Fernando Alonso       | Renault            |
| 2004   | Michael Schumacher    | Ferrari            |
| 2003   | Ralf Schumacher       | Williams-BMW       |
| 2002   | Michael Schumacher    | Ferrari            |
| 2001   | Michael Schumacher    | Ferrari            |
| 2000   | David Coulthard       | McLaren-Mercedes   |
| 1999   | Heinz-Harald Frentzen | Jordan-Mugen Honda |
| 1998   | Michael Schumacher    | Ferrari            |
| 1997   | Michael Schumacher    | Ferrari            |
| 1996   | Damon Hill            | Williams-Renault   |
| 1995   | Michael Schumacher    | Benetton-Renault   |
| 1994   | Michael Schumacher    | Benetton-Ford      |
| 1993   | Alain Prost           | Williams-Renault   |
| 1992   | Nigel Mansell         | Williams-Renault   |
| 1991   | Nigel Mansell         | Williams-Renault   |

## GP2-vinnare
| Säsong | Heat 1            | Heat 2          |
| ------ | ----------------- | --------------- |
| 2008   | Giorgio Pantano   | Sébastien Buemi |
| 2007   | Giorgio Pantano   | Javier Villa    |
| 2006   | Timo Glock        | Giorgio Pantano |
| 2005   | Heikki Kovalainen | Nico Rosberg    |

## WTCC-vinnare
| Säsong | Heat 1                        | Heat 2                        |
| ------ | ----------------------------- | ----------------------------- |
| 2006   | Dirk Müller, BMW Team Germany | Andy Priaulx, BMW Team UK     |
| 2005   | Jörg Müller, BMW Team Germany | Jörg Müller, BMW Team Germany |

## Superbike-vinnare
| Säsong | Race 1                                     | Race 2                       |
| ------ | ------------------------------------------ | ---------------------------- |
| 2006   | James Toseland, Honda CBR1000RR Fireblade  | Troy Bayliss, Ducati 999F06  |
| 2005   | Chris Vermeulen, Honda CBR1000RR Fireblade | Lorenzo Lanzi, Ducati 999F05 |
| 2004   | James Toseland, Ducati 999F04              | Noriyuki Haga, Ducati 999RS  |
| 2003   | Ruben Xaus, Ducati 999F03                  | Neil Hodgson, Ducati 999F03  |